# West End (Londres)

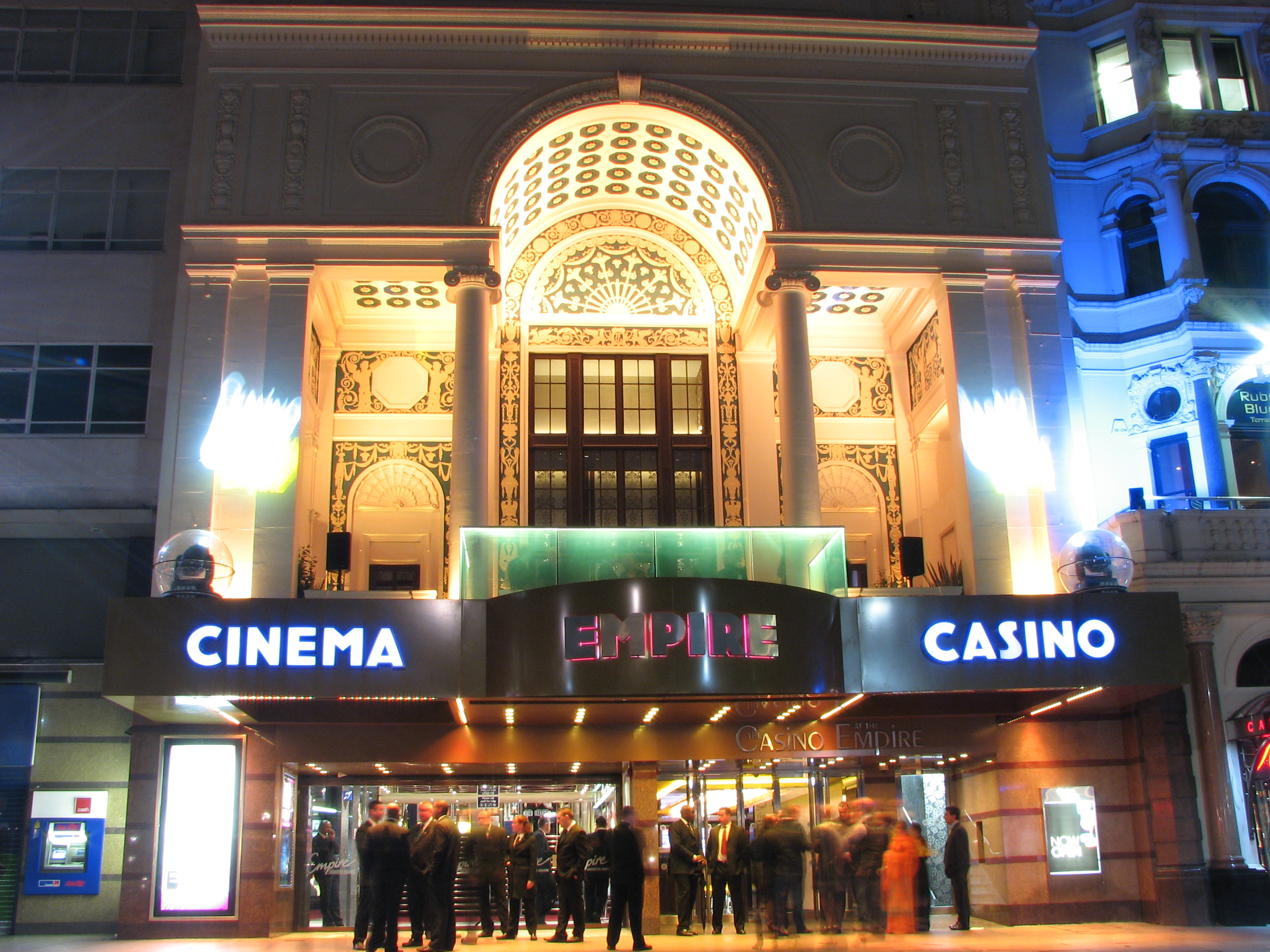
Leicester Square, el corazón del West End.

El término West End se utiliza de forma común para hacer referencia a la zona occidental de Londres, un área urbana de Londres incluida en la ciudad de Westminster (uno de los 32 distritos de Londres), y parcialmente en el London Borough of Camden. El uso del término comenzó a principios del siglo XIX para describir áreas de moda al oeste de Charing Cross. El West End reagrupa la mayoría de los teatros londinenses.

## Localización

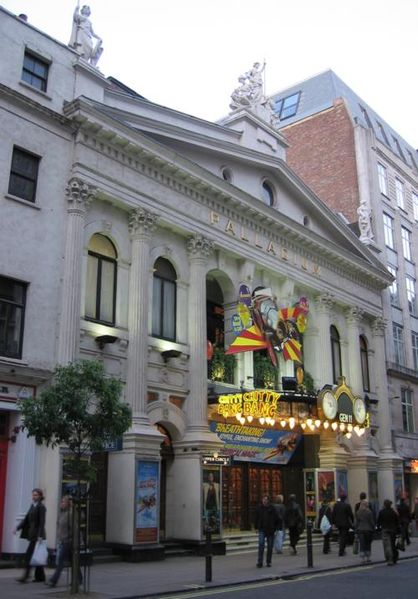
London Palladium.

Situado al oeste de la Ciudad de Londres (City of London), el West End es desde hace mucho tiempo el lugar de residencia de las élites de la ciudad, debido, entre otros motivos, al aura del barrio de Westminster que incluye las dos principales instituciones del Estado: la abadía de Westminster (Westminster Abbey), donde tienen lugar las coronaciones y los matrimonios reales y el palacio de Westminster, sede de las dos cámaras del parlamento. Desarrollado en el curso del siglo XVII, siglo XVIII y siglo XIX, el West End se articulaba originalmente alrededor del palacio, de casas lujosas, de tiendas de moda y de lugares de entretenimiento. 
Los lugares cercanos a la Ciudad de Londres, como Holborn, Seven Dials y Covent Garden, que acogían tradicionalmente personas más pobres, fueron absorbidos.
El término "West End" debe considerarse con precaución en la medida en que puede revestir sentidos diferentes según los contextos. Así puede hacer referencia al barrio de entretenimiento alrededor de Leicester Square y Covent Garden, el barrio comercial entre la calle Oxford, calle Regent y calle Bond, (aunque algunos dicen que el barrio comercial es alrededor de Knightsbridge "West End Shopping") , o también para hacer referencia a la integridad de la parte del Centro de Londres (término no oficial utilizado por contraste con el Inner London y los límites no son claramente definidos) que está en el oeste de Londres. 
Una de las circunscripciones electorales (ward) de la Ciudad de Westminster es llamada West End. La circunscripción es delimitada por la Ciudad de Londres al este, el Támesis hacia el sureste, Horseferry Road y Victoria Street al sur, Grosvenor Place  en el oeste y Piccadilly y Long Acre al norte del plano.

## Lugares de interés del West End

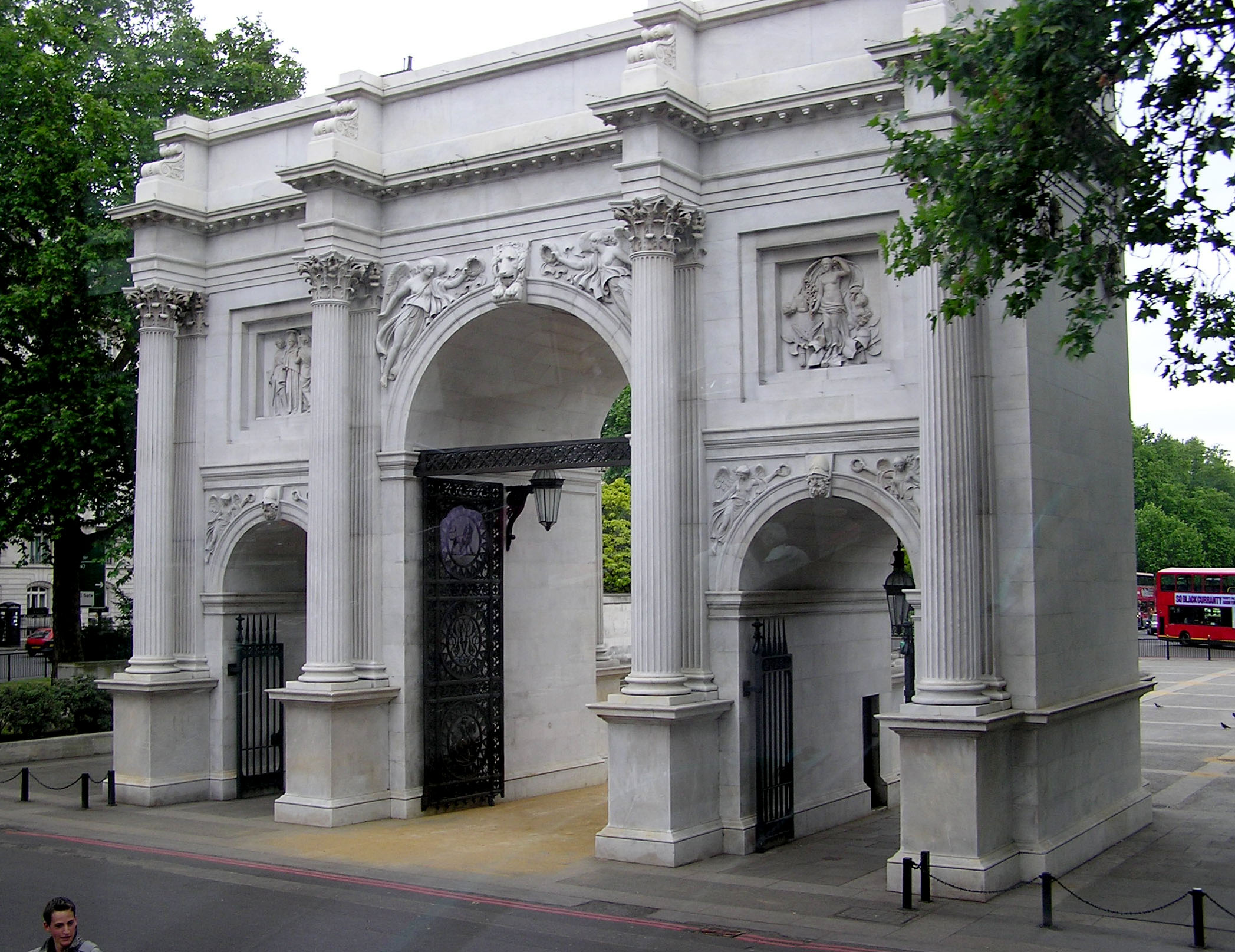
Marble Arch.

- Berkeley Square
- Cambridge Circus
- Grosvenor Square
- Hyde Park Corner
- Leicester Square
- London Palladium
- Manchester Square
- Marble Arch
- Oxford Circus
- Piccadilly Circus
- Russell Square
- Soho Square
- St Giles' Circus
- Trafalgar Square

## Actividades

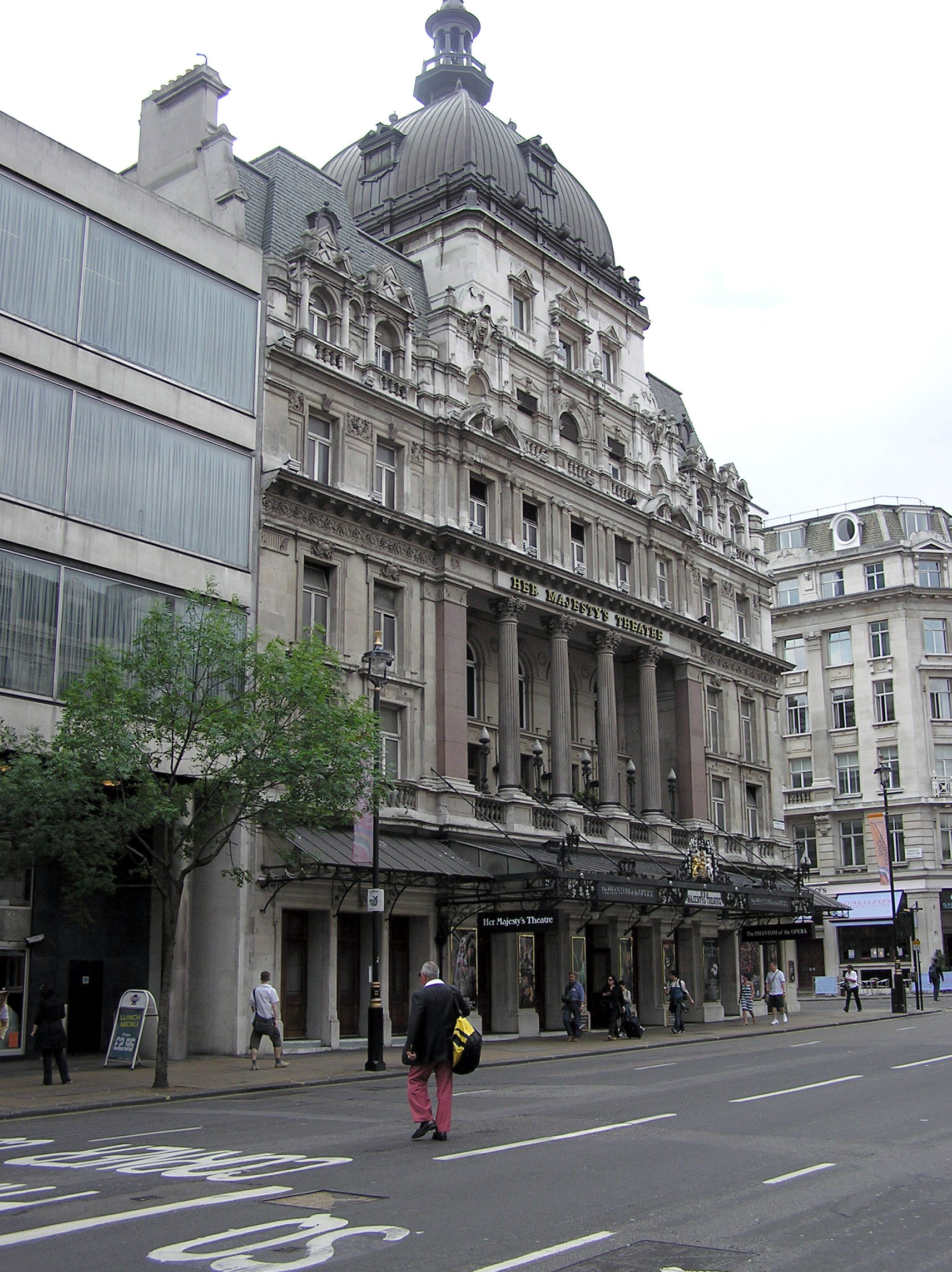
Her Majesty's Theatre en Haymarket.

Tomando una definición suficientemente amplia del West End, el área contiene las concentraciones principales de gran parte de las actividades metropolitanas de Londres aparte de los servicios financieros, que se concentran principalmente en la City de Londres.
Edificios principales y actividades:
- Galerías de arte y museos
- Sedes centrales de compañías que no son del sector de servicios financieros
- Instituciones educativas
- Embajadas
- Edificios del Gobierno (principalmente alrededor de Whitehall)
- Hoteles
- Lugares de entretenimiento: teatros; cines, nightclubs, bares y restaurantes
- Tiendas

El anual New Year's Day Parade tiene lugar en las calles del West End. West End Live, un show de teatro musical, tiene lugar en Leicester Square el mes de junio.
- Datos: Q460735
- Multimedia: West End of London / Q460735